# Iku ZYX! Fly High
Singles de ZYX
Shiroi Tokyo
(2003)
 Iku ZYX! Fly High  (行くZYX! FLY HIGH) est le premier single du groupe temporaire ZYX, sorti le 6 août 2003 au Japon sur le label Piccolo Town, écrit et produit par Tsunku. Il atteint la 18e place du classement de l'Oricon, et reste classé pendant quatre semaines, se vendant à 19 086 copies durant cette période. Il sort aussi au format "Single V" (DVD) contenant le clip vidéo et son "making of".
La chanson-titre figurera sur la compilation de fin d'année du Hello! Project Petit Best 4, puis cinq ans plus tard sur la compilation Hello! Project Special Unit Mega Best de 2008. Elle sera souvent reprise en concert par diverses chanteuses du H!P. Le titre en "face B" est une reprise de la chanson Gatamekira ("Gotta Make it Love") du groupe affilié Taiyo to Ciscomoon sortie en single en 1999. Le clip vidéo de la chanson-titre figurera aussi sur la version DVD du Petit Best 4, puis sur le DVD de la compilation Special Unit Mega Best.

## Membres du groupe
- Mari Yaguchi (de Morning Musume)
- Momoko Tsugunaga (future Berryz Kobo)
- Saki Shimizu (future Berryz Kobo)
- Erika Umeda (future °C-ute)
- Maimi Yajima (future °C-ute)
- Megumi Murakami (future °C-ute)

## Liste des titres
Single CD
1. Iku ZYX! Fly High  (行くZYX! FLY HIGH?)
2. Gatamekira (ZYX Ver.)  (ガタメキラ...?)
3. Iku ZYX! Fly High (Instrumental)  (行くZYX! FLY HIGH...?)

Single V
1. Iku ZYX! Fly High  (行くZYX! FLY HIGH?) (clip vidéo)
2. Iku ZYX! Fly High (Dance Version)  (行くZYX! FLY HIGH...?) (clip vidéo)
3. Making Eizo  (メイキング映像?) (making of)